# 小立野寺院群

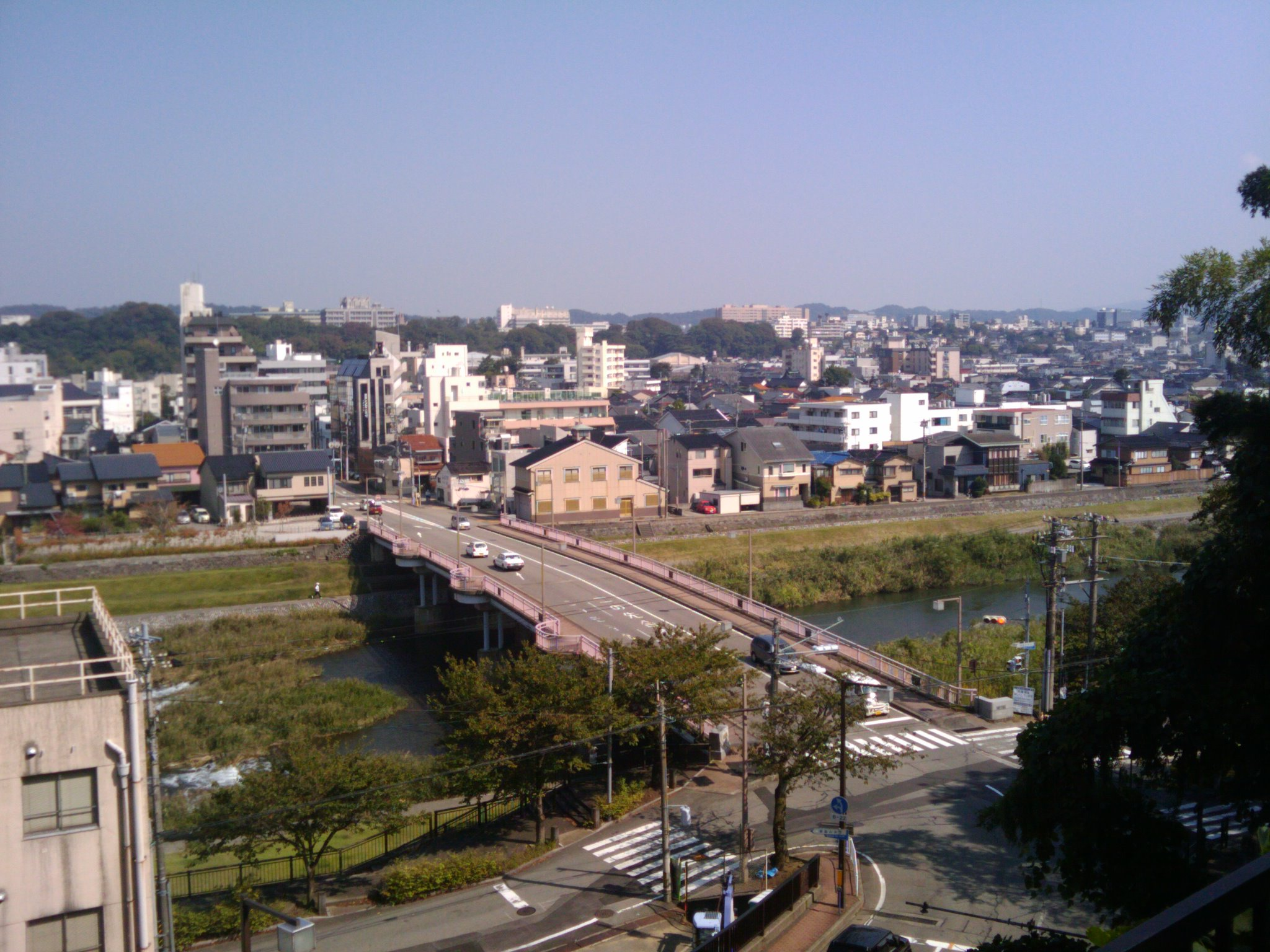
寺町台地の新桜坂緑地から小立野台地の眺め（手前は犀川に架かる桜橋）

小立野寺院群（こだつのじいんぐん）は、石川県金沢市小立野、石引周辺にある寺院の総称。金沢城から見て南東の方角にあり、浅野川と犀川に挟まれた小立野台地に位置する。金沢城築城の際に戸室山から切り出した石材（戸室石）を運ぶために使われた「いし曳きの道」に沿って寺社が点在している。

## 主な寺院一覧
- 安楽寺 （浄土宗）

- 圓證寺 （真宗大谷派）

- 鶴林寺 （曹洞宗）

- 願成寺 （真宗大谷派）

- 経王寺 （日蓮宗）

慶長6年（1601年）、加賀藩3代藩主前田利常の生母である寿福院が開基。
- 慶恩寺 （真宗大谷派）

- 仰西寺 （真宗大谷派）

- 献珠寺 （臨済宗）

金沢三十三観音霊場の第三十一番目札所。

- 高源院 （曹洞宗）

金沢三十三観音霊場の第二十九番目札所。
- 乗円寺 （真宗大谷派）

- 松山寺 （曹洞宗）

- 真行寺 （曹洞宗）

- 瑞雲寺 （曹洞宗）

金沢三十三観音霊場の第二十一番目札所。
- 瑞光寺 （臨済宗妙心寺派）

金沢三十三観音霊場の第三番目札所。
- 専修寺 （真宗大谷派）

- 善徳寺 （真宗大谷派）

- 即明寺 （真宗大谷派）

- 長周寺 （真宗大谷派）

- 天徳院 （曹洞宗）

前田利常の正室珠姫の菩提寺である。
- 棟岳寺 （曹洞宗）

金沢三十三観音霊場の第四番目札所。
- 等願寺 （真宗大谷派）

- 如来寺 （浄土宗）

- 波着寺 （真言宗）

金沢三十三観音霊場の第三十三番目札所。
- 宝円寺 （曹洞宗）

加賀藩祖の前田利家が創建。前田家代々の菩提寺である。
- 妙喜寺 （日蓮正宗）

- 聞敬寺 （真宗大谷派）

- 唯念寺 （真宗大谷派）

- 永福寺 （曹洞宗）

前田利家の重臣の奥村永福が建立。

## その他
- 石浦神社

金沢市内で最古の神社と伝えられる。
- 石川護国神社

明治3年（1870年）、戊辰戦争で戦死した藩士を祀るために、加賀藩14代藩主前田慶寧が創建。
- 金沢神社

寛政6年（1794年）、加賀藩11代藩主前田治脩により創建される。
- 田井菅原神社

ご神体は菅原道真より賜った自画像と伝えられる。
- 椿原天満宮

金沢五社の一つ。永仁5年(1297年）に富樫義親により創建される。
- 馬坂

宝町から天神町に通じる坂。農夫は馬をひいて行き来したことが由来。
- 白山坂

波着寺（山号は白山）から笠舞方面へ通じる坂。波着寺の山号が名前の由来。

## 交通アクセス
- 北陸新幹線・IRいしかわ鉄道線 金沢駅下車 - 北陸鉄道バス 片町バス停下車 - 徒歩5分